# Johann Baptist Hofner

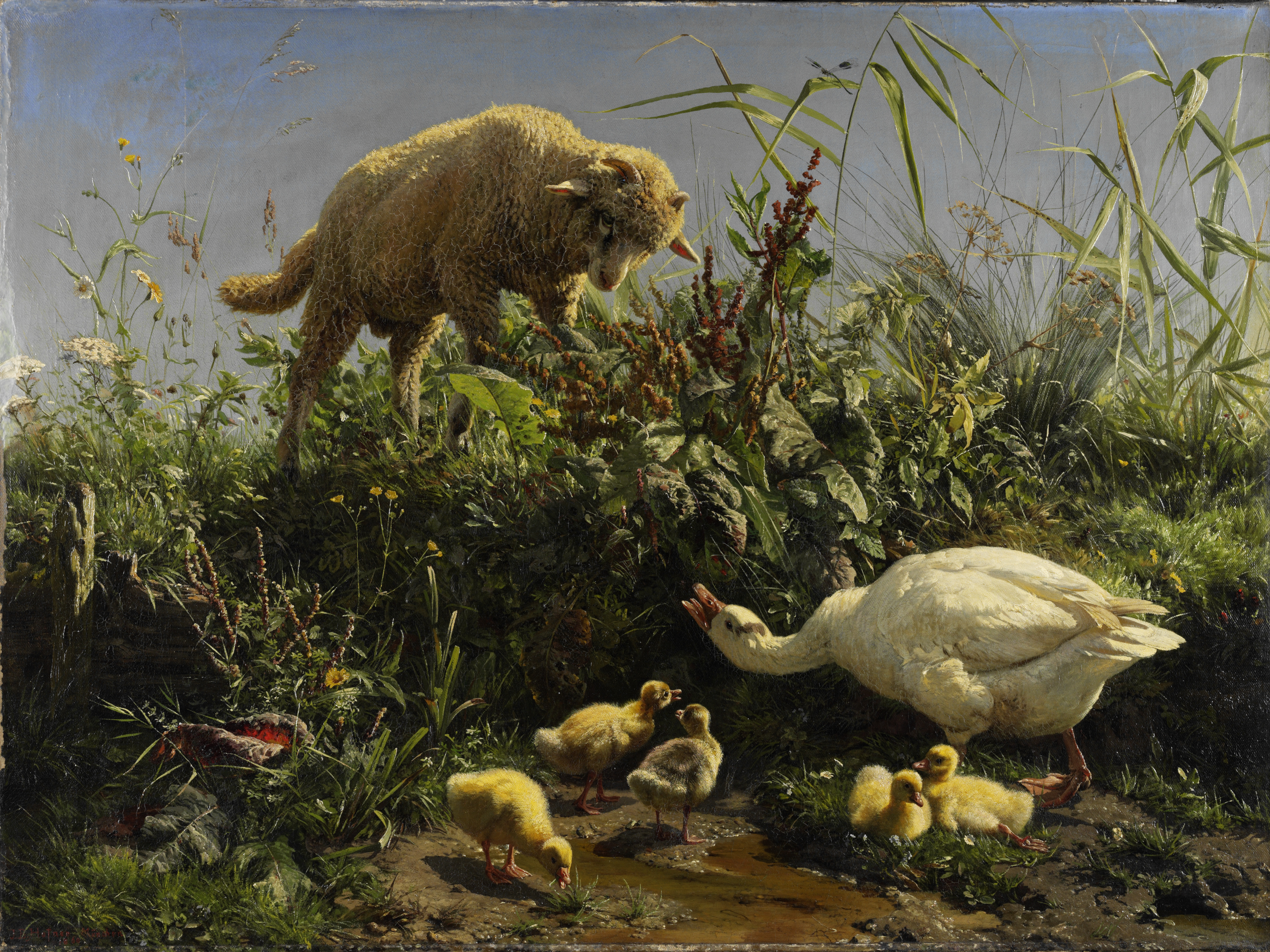
Der Friedensstörer (1860)

Johann Baptist Hofner (* 30. April 1832 in Aresing bei Schrobenhausen; † 29. Juni 1913 in München) war ein deutscher Maler.

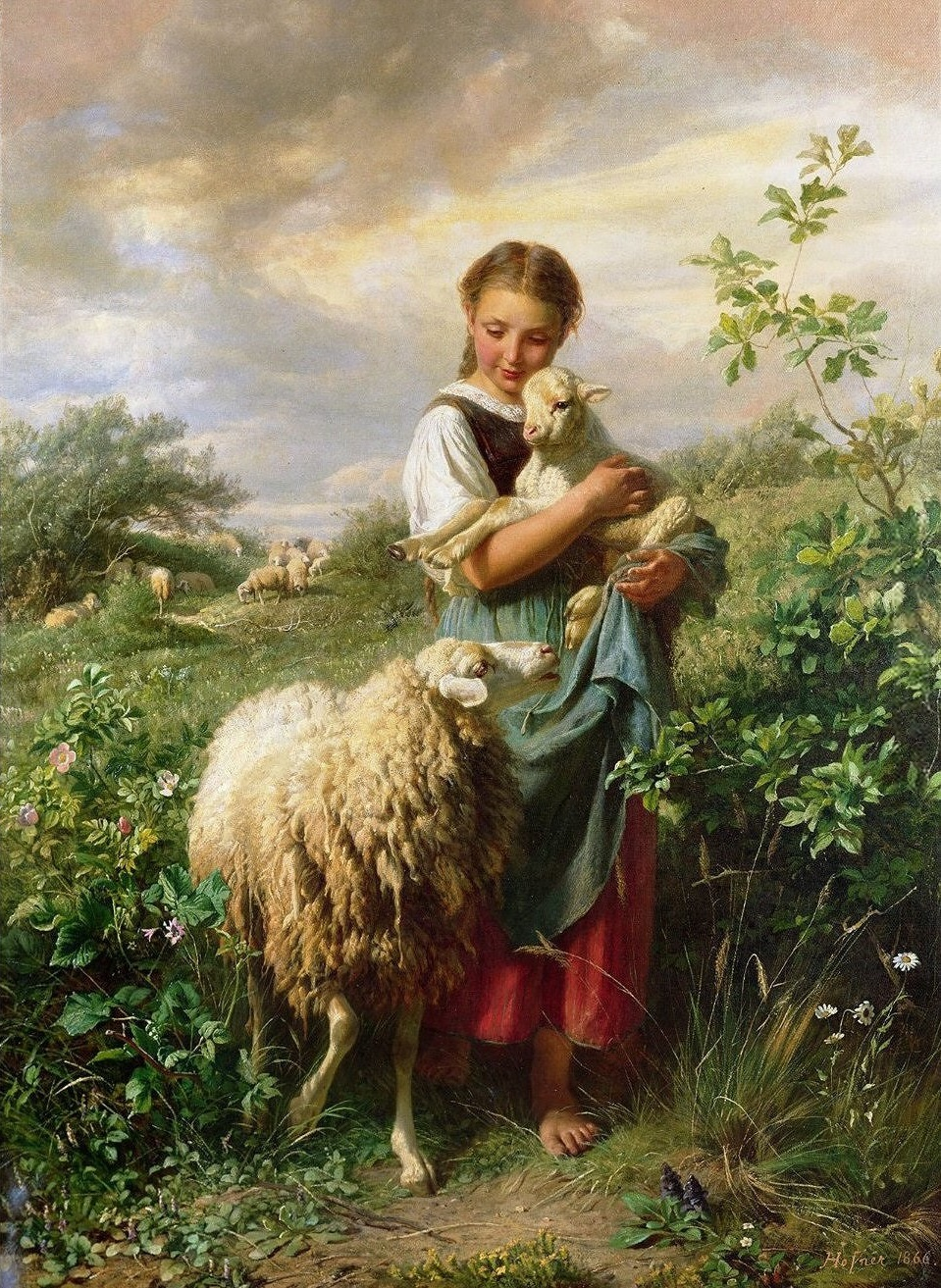
Die junge Schäferin

## Leben
Hofner hatte 1847 an der Königlichen Akademie der bildenden Künste bei Carl Theodor von Piloty studiert. Er wurde vor allem als Tiermaler bekannt und war persönlicher und künstlerischer Gefährte von Franz von Lenbach, mit dem er in den Jahren 1854 bis 1856 in Aresing in einer Wohngemeinschaft lebte. Daraus entstand die sogenannte „Aresinger Künstlerkolonie“. Künstler wie Anton Braith und Christian Mali hielten sich ebenfalls des Öfteren in dem Ort auf. Werke von Hofner hängen im Lenbachmuseum von Schrobenhausen, in der Neuen Pinakothek München und der Kunsthalle Hamburg. Zu den bekanntesten Werken dürfte sein Bild Die junge Schäferin von 1866 gehören.
Nach Lenbachs Rückkehr aus Weimar 1862 arbeiteten beide wieder gemeinsam, wobei Lenbach teilweise Hintergründe für Hofners Bilder anfertigte. Hofners Werke waren mehrfach auf Ausstellungen zu sehen, unter anderem im Münchner Glaspalast oder bei auf der Weltausstellung in Paris 1867. Ab 1880 zog er nach München um, besuchte seinen Heimatort jedoch regelmäßig.

## Familie
Hofner war mit Kreszenz (geb. Klas) verheiratet. Am 9. Februar 1868 wurde ihr Sohn Adolf Hofner geboren, der später ebenfalls Maler wurde, jedoch sehr früh am 12. November 1895 verstarb. Auch seine Frau war bereits neun Jahre zuvor verstorben. Kurz vor seinem Tod wurde er zum 80. Geburtstag mit der Prinzregent-Luitpold-Medaille ausgezeichnet. Hofner wurde auf dem Münchner Waldfriedhof beigesetzt, die Grabplatte befindet sich im Eingangsbereich des Aresinger Rathauses.
In zweiter Ehe war er mit Carolina verheiratet. Diese Beziehung blieb kinderlos.